# Sapid
Sapid (Sophisticated APIs for CASE tool Development) は、細粒度のソフトウェア・リポジトリに基づいたCASE (Computer Aided Software Engineering) ツール・プラットフォームである。

## 概要
字句解析、構文解析、依存解析などの多くのCASEツールで必要とする解析器を提供する。これらの解析結果は細かい粒度のプログラム構成要素および構成要素間の関連をソフトウェア・リポジトリとしてソフトウェアデータベース (SDB) に格納される。また、格納されたリポジトリにアクセスするための API を提供する。Sapid プロジェクトは1991 年に名古屋大学阿草研究室で始まり、豊橋技術科学大学（2000年3月まで）、愛知県立大学、南山大学，和歌山大学と共同で開発が行なわれている。

## 対象言語
Sapidプロジェクトは、C言語を対象としたCASEツールプラットフォームとして開発され、現在ではC言語の他にJava、JavaScript、JSP、HTML を対象とした CASE ツールプラットフォームが開発されている。

## ソフトウェアデータベース
解析結果を格納するソフトウェアデータベースは 2002年までは独自のフォーマットを利用していたが、現在ではXML形式のデータフォーマットを生成する事によって他のCASEツールとの連携をしやすくしている。

## ダウンロード
オープンソースソフトウェアとして開発されており、http://www.sapid.org/FTP/ からソース・パッケージをダウンロードする事
が可能である。また、Darwin、Debian Linux、Red Hat Linux、Cygwin (WIN32-GCC)、Microsoft Visual C++ (WIN32-VC) 用のインストールパッケージが用意されており、http://www.sapid.org/FTP-BIN/ からダウンロードする事が可能である。